# 維羅維蒂察-卡爾洛瓦茨-卡爾盧巴格線

大塞爾維亞範圍

維羅維蒂察-卡爾洛瓦茨-卡爾盧巴格線是大塞爾維亞概念中，塞爾維亞在西方國境線。以此線為界，以西是克羅埃西亞和斯洛維尼亞，以東則都是塞爾維亞。南斯拉夫解體後，塞爾維亞激進黨曾多次提出這一概念。這一條線使塞爾維亞獲得海岸線及重工業區、良田和天然資源，並使得前南斯拉夫98%的塞爾維亞人生活在一個國家內。